# Coronacrisis in Frankrijk
De coronacrisis in Frankrijk begon toen de eerste besmetting met het coronavirus SARS-CoV-2 in Frankrijk werd vastgesteld. Dit was tevens de eerste vastgestelde besmetting in Europa, deze eerste werd gerapporteerd vanuit Bordeaux. De tweede besmetting werd gerapporteerd vanuit Parijs. Beide rapporteringen waren op 24 januari 2020. De twee besmette passagiers zouden volgens de eerste berichten via luchthaven Schiphol naar hun bestemming in Frankrijk gevlogen zijn. Dit bleek later een misverstand, aldus het RIVM. De Franse minister van Volksgezondheid Agnès Buzyn verklaarde dat het aannemelijk was dat er zich meer gevallen zouden voordoen.

## Tijdlijn (eerste golf)

Aantal besmettingen (blauw) en doden (rood) door COVID-19. De stippellijnen geven het dagelijkse verschil aan.

Op 28 januari werd de vierde besmetting van het virus in Frankrijk vastgesteld. Het betrof een 80-jarige toerist afkomstig uit de Chinese provincie Hubei. Een dag later op 29 januari werd zijn dochter als vijfde patiënt opgenomen, waarmee het aantal besmettingen in Frankrijk nu uitkwam op vijf. De 80-jarige man overleed twee weken later in het Parijse Bichat-ziekenhuis en was de eerste dode in Europa door het virus.
Bij onderzoek van biologische monsters van patiënten in een ziekenhuis in Parijs eind december 2019, werd het COVID-19-virus gedetecteerd. De betrokken patiënt was voor zijn opname al maanden niet naar het buitenland geweest. Hij moet in december in Frankrijk besmet zijn geweest.
Van 17 tot 21 februari was er een internationale evangelische bijeenkomst van de 'Église Porte ouverte chrétienne' in Mulhouse. Bij deze bijeenkomst werden ongeveer duizend personen besmet die het virus thuisbrachten – vooral in het oosten van Frankrijk, maar ook in de rest van Frankrijk, Duitsland en andere landen. De epidemie brak eerst in alle hevigheid uit in de Elzas. De ziekenhuizen in de streek geraakten overbelast met COVID-19-patiënten. Veel patiënten werden naar de rest van Frankrijk, waar er nog ziekenhuiscapaciteit was, vervoerd met speciale transporten. Ook werden patiënten naar Duitsland getransporteerd. 
Op 1 maart waren er in Frankrijk reeds 100 besmettingen bevestigd, acht gemeentes in het departement Oise – ten noorden van Parijs – werden in quarantaine geplaatst. Het betrof de gemeentes Creil, Lamorlaye, Crépy-en-Valois, Vaumoise en Lagny-le-Sec. Het totaal aantal inwoners zou ongeveer 65.000 mensen bedragen.

## Maatregelen (eerste golf)
Vanaf 8 maart zijn bijeenkomsten met meer dan 1.000 mensen niet meer toegestaan. Ook grote sportwedstrijden en toernooien worden afgelast. Vanaf 13 maart werden ook alle voetbalwedstrijden in de hoogste divisies afgelast.
Op 12 maart maakte de Franse regering bekend dat alle scholen en universiteiten vanaf 16 maart gesloten worden.
Op 14 maart kondigden veel culturele instellingen hun sluiting aan. Dit zijn voornamelijk Parijse instellingen zoals het Louvre, het Centre Georges Pompidou, de Eiffeltoren, het Musée d'Orsay of het Château de Versailles, maar ook provinciale instellingen zoals het Château de Montsoreau - Musée d'art contemporain, het CAPC - Musée d'art contemporain de Bordeaux of het MUCEM in Marseille.
Op 14 maart werd, een dag na Spanje, aangekondigd dat ook Frankrijk 'op slot gaat'. In Frankrijk gaan vanaf 15 maart ook alle restaurants, cafés en discotheken tot nader order dicht, evenals bioscopen en een groot deel van de winkels. Supermarkten en andere levensmiddelenwinkels, apotheken, benzinepompen en banken blijven wel open. Het autoverkeer en het openbaar vervoer worden ingeperkt.
Op 16 maart kondigde president Macron aan dat vanaf 17 maart de inwoners van Frankrijk een verbod krijgen de straat op te gaan, zij mogen alleen nog hun huis uit met speciale documenten, anders riskeren zij een boete. Het land is nu in 'lockdown’. Om dit te kunnen handhaven heeft het Franse ministerie van Binnenlandse Zaken 100.000 politieagenten gemobiliseerd. Voor zeer noodzakelijke bezoeken aan artsen, boodschappen en werkzaamheden mag men nog naar buiten. Verder zijn korte uitstapjes in de buurt van de woning, bijvoorbeeld om de hond uit te laten, met mate toegestaan. Hiervoor moet men een onlineformulier invullen. Macron zei dat het land 'in oorlog' is, met een 'onzichtbare vijand' (het coronavirus). Hij kondigde ook aan dat de buitengrenzen van het Schengengebied dichtgaan voor minstens dertig dagen. In de oostelijke regio Alsace komt een militair hospitaal met dertig intensivecarebedden. De Franse luchtmacht brengt per vliegtuig zieken vanuit Noordoost-Frankrijk naar andere delen van het land waar minder corona-zieken zijn.
Op 11 mei 2020 zijn de eerste fase van de versoepelingen ('Déconfinement') begonnen. Deze zijn afhankelijk van de code/status van de regio. Vanaf 16 mei zijn de eerste stranden heropend. Meestal is het nog steeds verboden te gaan liggen. Enkel zwemmen en lopen/wandelen zijn toegestaan. Vanaf 16 mei gaat voor sommige regio's de tweede fase van de versoepelingen in.

## Sociaaleconomische gevolgen

### Cultuur en vrijetijdsbesteding
Op last van de Franse overheid zijn alle culturele en amusementgerelateerde parken en instellingen zoals bioscopen, winkelcentra en musea gesloten.

#### Attractieparken
Alle attractieparken in het land werden op 18 maart voor onbepaalde tijd gesloten. Publiekstrekker Disneyland Paris gaf aan alles te doen om sluiting te voorkomen. Zo werden single riders-wachtrijen gesloten, entertainment afgelast en stond er voor bezoekers desinfectiemiddel verspreid door het park. Uiteindelijk kreeg het park van het Amerikaanse moederbedrijf The Walt Disney Company op 15 maart 2020 de opdracht het park volledig af te sluiten. De hotels en het uitgaansgebied Disney Village bleven nog wel geopend, maar sloten enkele dagen later ook de deuren. De topman van alle Disney-parken wereldwijd gaf in april aan dat ze mogelijk de poorten weer kunnen openen als van alle bezoekers de lichaamstemperatuur gemeten wordt. Personen met koorts zouden geweerd worden bij de entree.

#### Musea
In het gehele land werden musea gesloten. Van de grote was het Louvre de eerste die de deuren sloot. Hierna volgden meer musea.

### Verkeer en vervoer
Op de wegen in Frankrijk is het zeer rustig, doordat alleen essentieel verkeer gebruik mag maken van de wegen. Ook het openbaar vervoer rijdt met aangepaste dienstregelingen; diverse lijnen zijn uitgevallen. Zo reden er geen Thalys-treinen vanuit Nederland en België meer naar station Marne-la-Vallée - Chessy tot en met halverwege mei en mocht zorgpersoneel gratis met de TGV reizen.

## Franse overzeese territoria
Op 1 maart 2020 werden drie besmettingen met het coronavirus gerapporteerd vanaf Saint-Martin, Saint-Barthélemy en Guadeloupe, elk rapporteerde een besmetting.
In Frans-Guyana werden rond 4 maart vijf uit Frankrijk geïmporteerde besmettingen geconstateerd in Saint-Laurent-du-Maroni, aan de grens met Suriname. Op 25 maart telde dit overzeese departement 30 besmettingen.